# Ирландия на зимних Олимпийских играх 1992
Ирландия на зимних Олимпийских играх 1992 приняла участие в соревнованиях по бобслею. Медалей страна не получила. Это было первым годом, в который Ирландия приняла участие в Зимних Олимпийских Играх.

## Результаты соревнований

### Бобслей
Мужчины
| Номер | Имя            | Возраст |
| ----- | -------------- | ------- |
| 1     | Джерри Маккен  | 34      |
| 2     | Пат МакДонаг   | 34      |
| 3     | Терри МакХуг   | 28      |
| 4     | Малачи Шеридан | 25      |